# Alcyonium
Alcyonium – rodzaj koralowców tworzących krępe, drzewkowato lub palczasto rozgałęzione kolonie o giętkim szkielecie pokrytym warstwą mięsistej, żywej tkanki (cenosark). W języku polskim określane są zwyczajowymi nazwami koral korkowiec, korkowiec, dłoń topielca lub ręka topielca. Dwie ostatnie nazwy nawiązują do kształtu polipów z tego rodzaju, przypominającego dłoń ludzką. Wysokość kolonii Alcyonium dochodzi do kilkudziesięciu centymetrów. Występują w morzach europejskich, w Morzu Śródziemnym są liczne.
Kolonie najbardziej znanego Alcyonium digitatum są koloru szarego, a polipy białe. Alcyonium palmatum
tworzy kolonie żółtoczerwone.

## Gatunki
- Alcyonium aurantiacum
- Alcyonium digitatum
- Alcyonium glaciophilum
- Alcyonium glomeratum
- Alcyonium grandis
- Alcyonium haddoni
- Alcyonium jorgei
- Alcyonium palmatum
- Alcyonium roseum
- Alcyonium sidereum
- Alcyonium yepayek